# 니시도 히사토시
니시도 히사토시(일본어: 西堂 久俊, 2001년 3월 27일~)는 일본의 축구 선수이다.

## 구단 경력
그는 2023년 J1리그의 FC 도쿄에 입단했다. 2023년 8월부터 2024년까지 제프 유나이티드 지바, 가고시마 유나이티드 FC, FC 기후에서 뛰었다. 2025년 FC 도쿄로 복귀했다.